# Brian Daboll
Brian Daboll (Welland, 14 aprile 1975) è un allenatore di football americano canadese che svolge il ruolo di capo-allenatore per i New York Giants della National Football League (NFL).

## Carriera
Daboll iniziò la carriera nella NFL come assistente della difesa dei New England Patriots nel 2000. Con essi, includendo anche il suo periodo come allenatore dei tight end dal 2013 al 2016, conquistò cinque Super Bowl. In carriera svolse anche il ruolo di coordinatore offensivo dei Cleveland Browns (2009-2010), dei Miami Dolphins (2011), dei Kansas City Chiefs (2012), degli Alabama Crimson Tide (2017, con cui conquisto il campionato NCAA) e dei Buffalo Bills (2018-2021) con cui, nella stagione 2020, fu premiato come miglior assistente allenatore dell'anno.
Il 28 gennaio 2022 Daboll fu assunto come 22º capo-allenatore dei New York Giants. A fine stagione fu nominato allenatore dell'anno.

## Record come capo-allenatore
| Squadra | Anno   | Stagione regolare | Stagione regolare | Stagione regolare | Stagione regolare | Stagione regolare | Playoff | Playoff | Playoff                                                    |
| Squadra | Anno   | Vinte             | Perse             | Pari              | %                 | Posizione         | Vinte   | Perse   | Risultato                                                  |
| ------- | ------ | ----------------- | ----------------- | ----------------- | ----------------- | ----------------- | ------- | ------- | ---------------------------------------------------------- |
| NYG     | 2022   | 9                 | 7                 | 1                 | .559              | 3° nella NFC East | 1       | 1       | Sconfitta nel Divisional Game contro i Philadelphia Eagles |
| NYG     | 2023   | 6                 | 11                | 0                 | .353              | 3° nella NFC East | -       | -       | -                                                          |
| Totale  | Totale | 15                | 18                | 1                 | .456              |                   | 1       | 1       |                                                            |

## Palmarès

### Franchigia
- Super Bowl : 5

New England Patriots: XXXVI, XXXVIII, XXXIX, XLIX, LI (come assistente allenatore)
- American Football Conference Championship: 6

New England Patriots: 2001, 2003, 2004, 2007, 2014, 2016 (come assistente allenatore)

### Individuale
- Allenatore dell'anno: 1

2022